# Równe, Tỉnh West Pomeranian
Równe [ˈruvnɛ] (Đức Raffenberg)  là một ngôi làng ở quận hành chính của Gmina Grzmiąca, trong Szczecinek County, Zachodniopomorskie, ở tây bắc Ba Lan. Nó nằm khoảng 21 kilômét (13 mi) về phía tây bắc của Szczecinek và 133 km (83 mi) về phía đông của thủ đô khu vực Szczecin.
Trước năm 1945, khu vực này là một phần của Đức. Đối với lịch sử của khu vực, xem Lịch sử của Pomerania.
Ngôi làng có dân số 170 người.